# Montagne du Charbon
La montagne du Charbon, située au sud de Doussard et de Chevaline, dans le massif des Bauges, est constituée d'un synclinal perché calcaire dominant des pentes boisées. Ses deux sommets principaux sont la dent des Portes (1 932 m) et la pointe de Banc-Plat (1 907 m).

## Toponymie
On trouve la forme : Charbons (alpis que dicitur) sur le cartulaire de l'abbaye de Talloires de la fin du XIIe siècle-début du XIIIe siècle.

## Géographie

### Sommets de la montagne du Charbon
| Sommet              | Altitude | Voie d'accès                              | Photo                                                  |
| Dent des Portes     | 1 932 m  | Golet de Doucy                            | Dent des Portes depuis le Chalet du Mollard (1343 m)   |
| Pointe de Banc Plat | 1 907 m  | Les Cornes (Le Cul du Bois)               | Vue de la pointe de Banc Plat depuis le Golet de Doucy |
| Bonnet de Tirebras  | 1 893 m  | La combe d'Ire Le Rosay                   |                                                        |
| Lanche Close        | 1 791 m  | La combe d'Ire Le Planay La Pas de l'Ours | Lanche Close                                           |

### Géologie

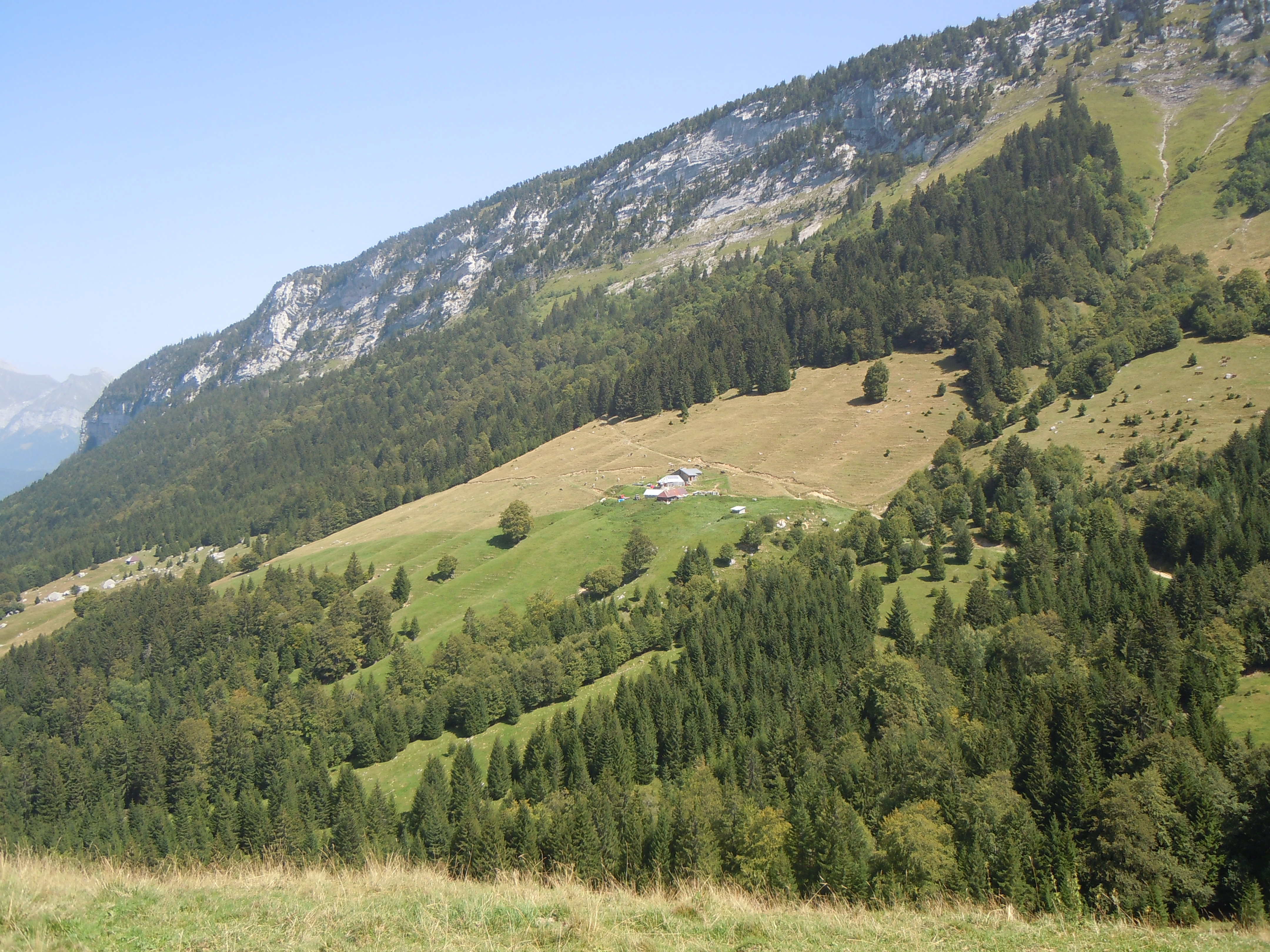
Vue des Ailes du Nant, face ouest de la montagne du Charbon.

La montagne du Charbon est la partie septentrionale du chaînon du Trélod. Elle est séparée de ce sommet culminant à 2 181 m d'altitude par le passage du Charbonnet (1 795 m).
La barre qui domine le versant occidental est constituée de calcaire urgonien.

### Faune
La montagne est fréquentée par les chamois. Parmi les oiseaux figurent le Martinet à ventre blanc, le Faucon pèlerin, l'Hirondelle de rochers, le Merle de roche, le Cassenoix moucheté, la Bondrée apivore, le Chocard à bec jaune, le Tétras lyre ou encore le Tichodrome échelette.

## Protection environnementale
La montagne du Charbon fait partie de la réserve nationale de chasse et de faune sauvage des Bauges, une zone naturelle d'intérêt écologique, faunistique et floristique de type I, et du site de la partie orientale des Bauges classé Natura 2000.